# Đền thờ Apollo Epicurius
Đền thờ Apollo Epicurius là một đền thờ Hy Lạp cổ đại nằm ở Bassae, một địa điểm khảo cổ ở Oichalia, đông bắc Messenia, Hy Lạp.. Đây là một đền thờ được xây dựng để dành riêng cho thần Apollo Epikourios. Nó được thiết kế bởi kiến trúc sư Ictinus, cũng chính là người đã thiết kế công trình Đền Parthenon ở Athens nổi tiếng. Nó nằm trên sườn núi Kotylion ở độ cao 1.131 mét so với mực nước biển và đã được nhà văn Pausanias ca ngợi là ngôi đền làm lu mờ tất cả những công trình khác ngoại trừ Đền thờ Athena Alea tại Tegea.